# Ernst Falkenthal
Ernst Falkenthal (* 5. April 1858 in Breslau; † 8. März 1911 in Stettin) war preußischer Verwaltungsjurist und von 1885 bis 1887 Kaiserlicher Kommissar in der damaligen deutschen Kolonie Togo.

## Leben
Ernst Falkenthal studierte an den Universitäten Bonn und Breslau Rechtswissenschaften. 1876 wurde er Mitglied des Corps Palatia Bonn. Im gleichen Jahr schloss er sich dem Corps Borussia Breslau an. Nach dem Studium trat er in den preußischen Staatsdienst ein. 1884 wurde Ernst Falkenthal zum Regierungsassessor ernannt. 1885 entsandte die deutsche Regierung ihn in die Kolonie Togo, die kurz zuvor durch den Afrikaforscher Gustav Nachtigal in deutschen Besitz gebracht worden war. Falkenthal löste Heinrich Randad als Verwalter Togos und Julius Freiherr von Soden als Oberkommissar ab. Zunächst schlug Falkenthal seinen Verwaltungssitz in Bagida auf, verlegte ihn allerdings ein Jahr später nach Sebe bei Anecho.
Auf seine Veranlassung wurde am 30. November 1885 die Polizeitruppe in Togo gegründet. Falkenthal und sein Sekretär Grade erwarben 1886 die Landschaften Towe, Kewe, Agotime sowie Agome-Palime.
Nach Ende seiner Tätigkeit in Togo trat er in den preußischen Verwaltungsdienst zurück. Falkenthal war von 1888 bis 1901 Landrat des Landkreises Spremberg (Lausitz). Er starb am 8. März 1911 als Oberregierungsrat in Stettin.